# Kollumerland en Nieuwkruisland
Kollumerland en Nieuwkruisland, oficialmente abreviado Kollumerland ca  (en frisón, Kollumerlân; en groningués, Köllemerlaand) es un antiguo municipio de la provincia de Frisia en los Países Bajos. En 2014 tenía una población de 12.880 habitantes.

## Geografía
Ubicado en el norte de la provincia, tenía una superficie de 116,35 km², de los que 6,6 km² correspondían a la superficie ocupada por el agua.  
El municipio contaba con doce núcleos de población. Sus nombres oficiales son los holandeses; las poblaciones del este utilizan solo el topónimo holandés, excepto en Kollumerpomp, De Pomp en frisón y bajo sajón. El pueblo mayor y capital del municipio era Kollum, con algo más de 5.500 habitantes.
Kollumerland es el único municipio frisón donde se habla groningués, estando recorrido el municipio por la frontera idiomática entre el frisón y el groningués, además de hablarse otros dialectos del bajo sajón o del frisón, como el kollumers que se habla en la capital, que es como un puente entre ambos. 
Al norte se encuentra el Parque nacional Lauwersmeer, tras la desecación del mar de Lauwers en 1969.

## Historia
Desapareció el 1 de enero de 2019 al fusionarse con los municipios de Dongeradeel y Ferwerderadiel para crear el nuevo municipio de Noardeast-Fryslân.

## Galería

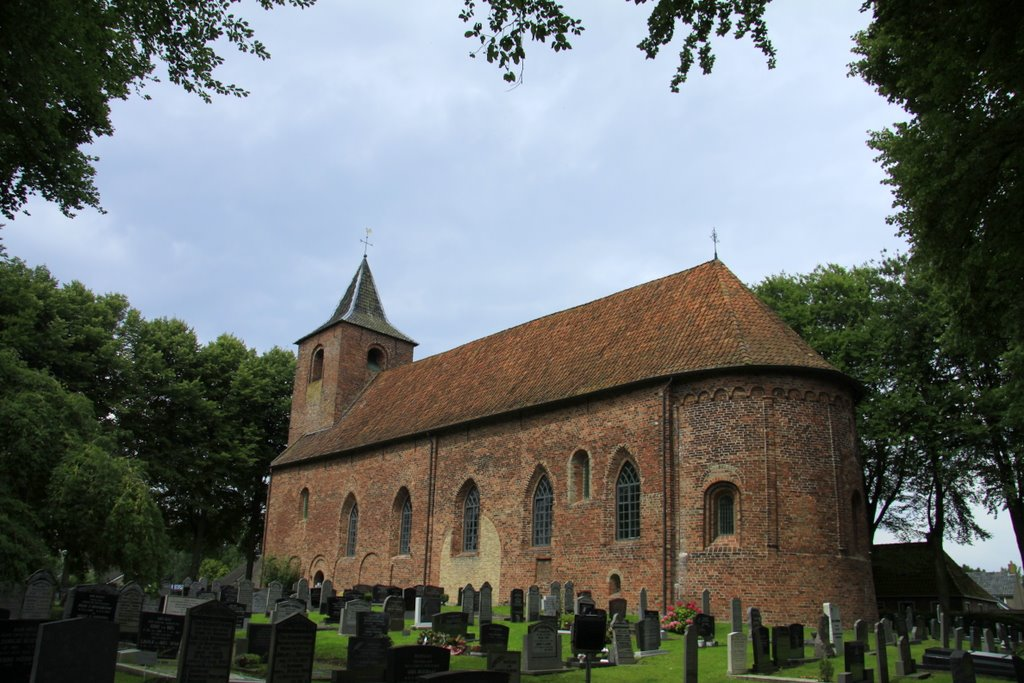
Iglesia reformada de Westergeest, construida en estilo románico en el siglo XIII.
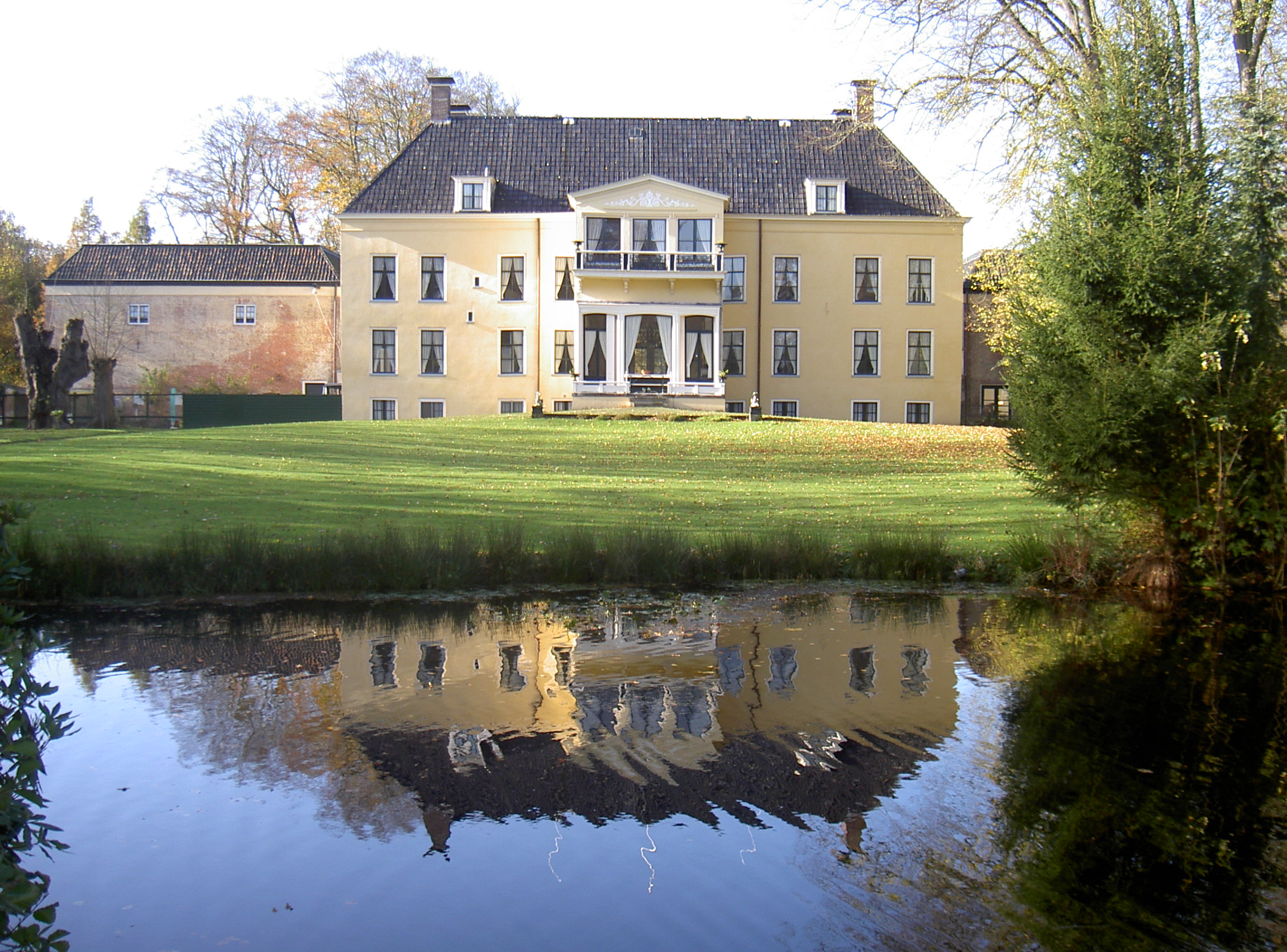
Veenkloster, Fogelsangh State, mansión construida hacia 1646.
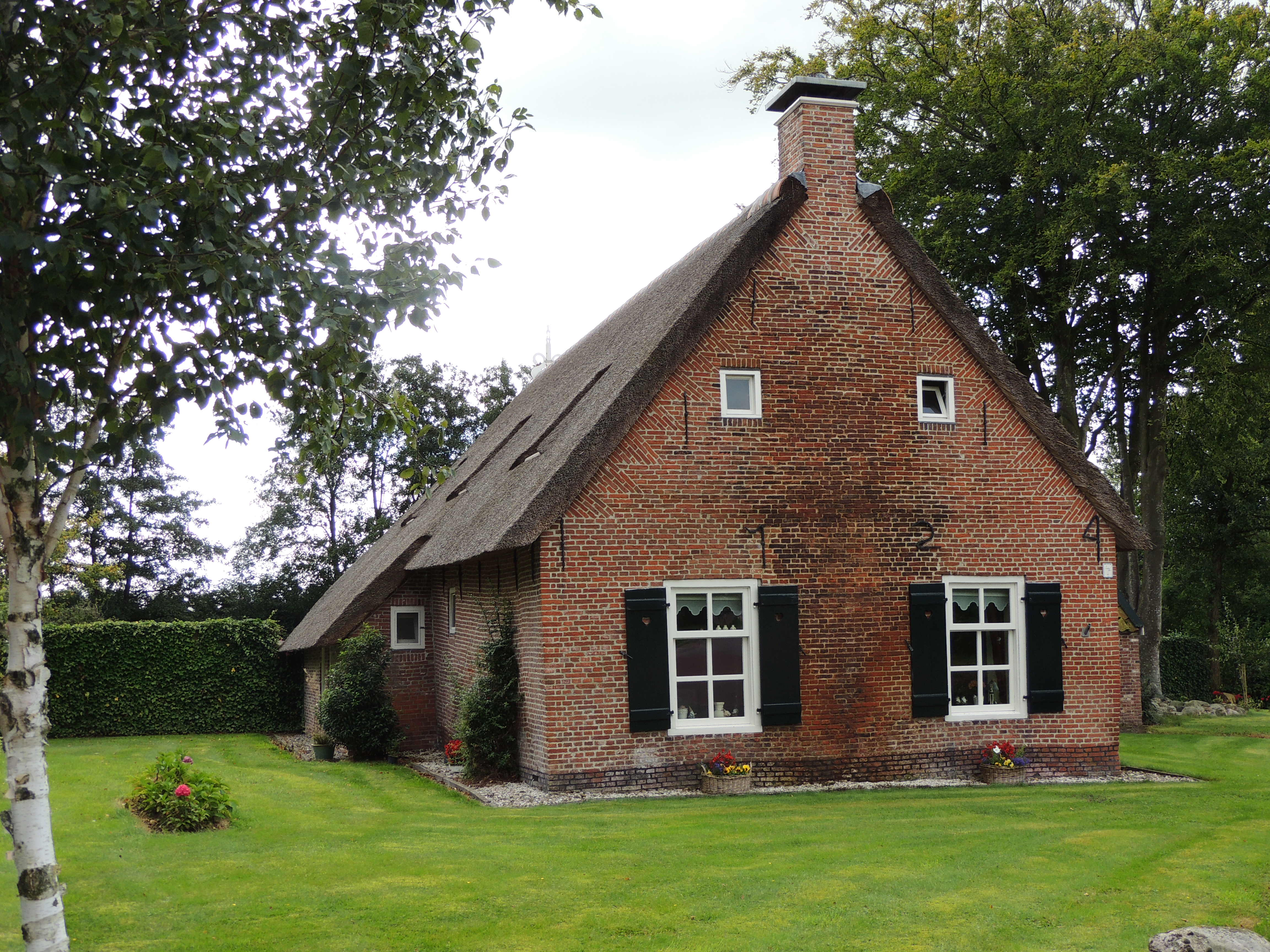
Kollumerzwaag, granja con techo de paja.
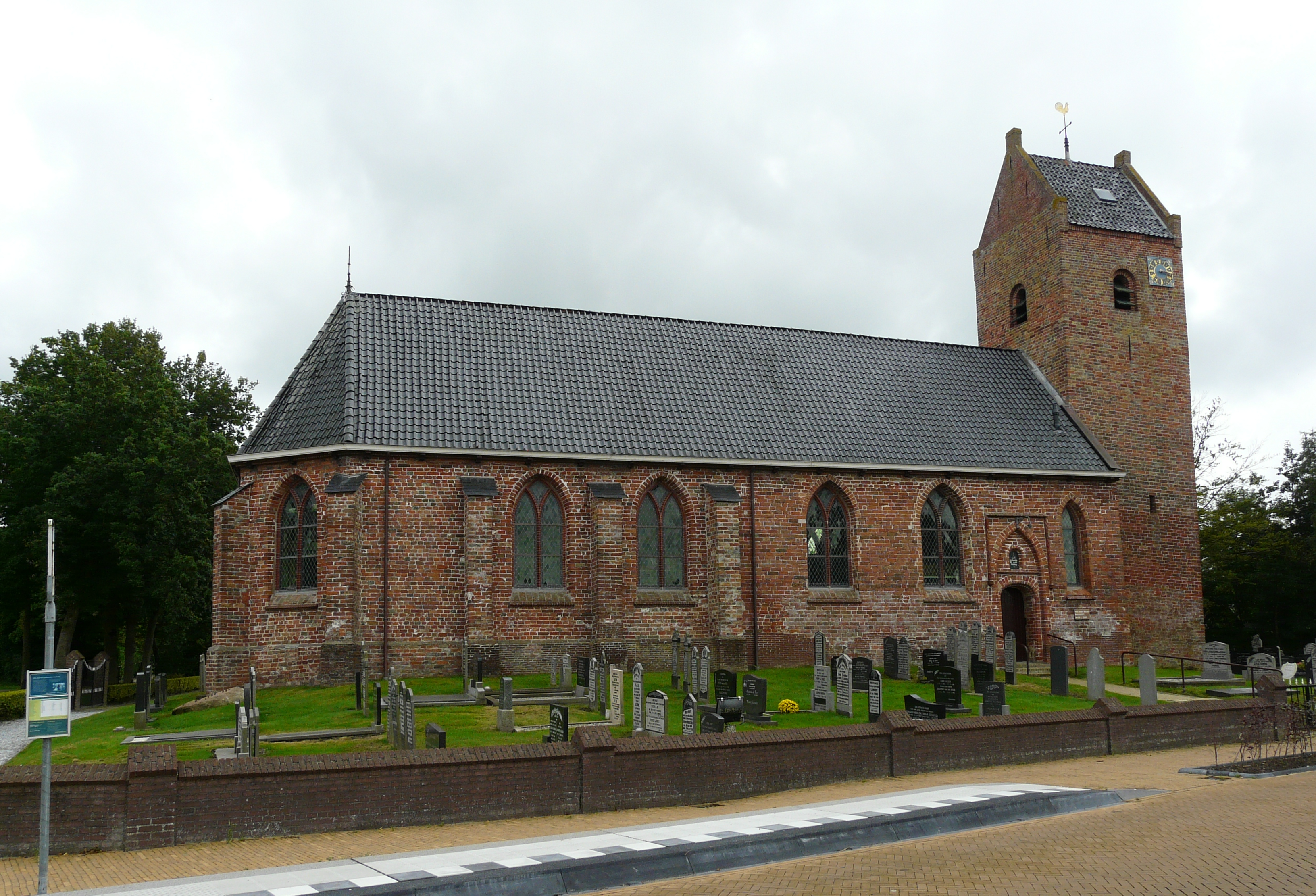
Iglesia reformada de Kollumerzwaag, siglo XII.
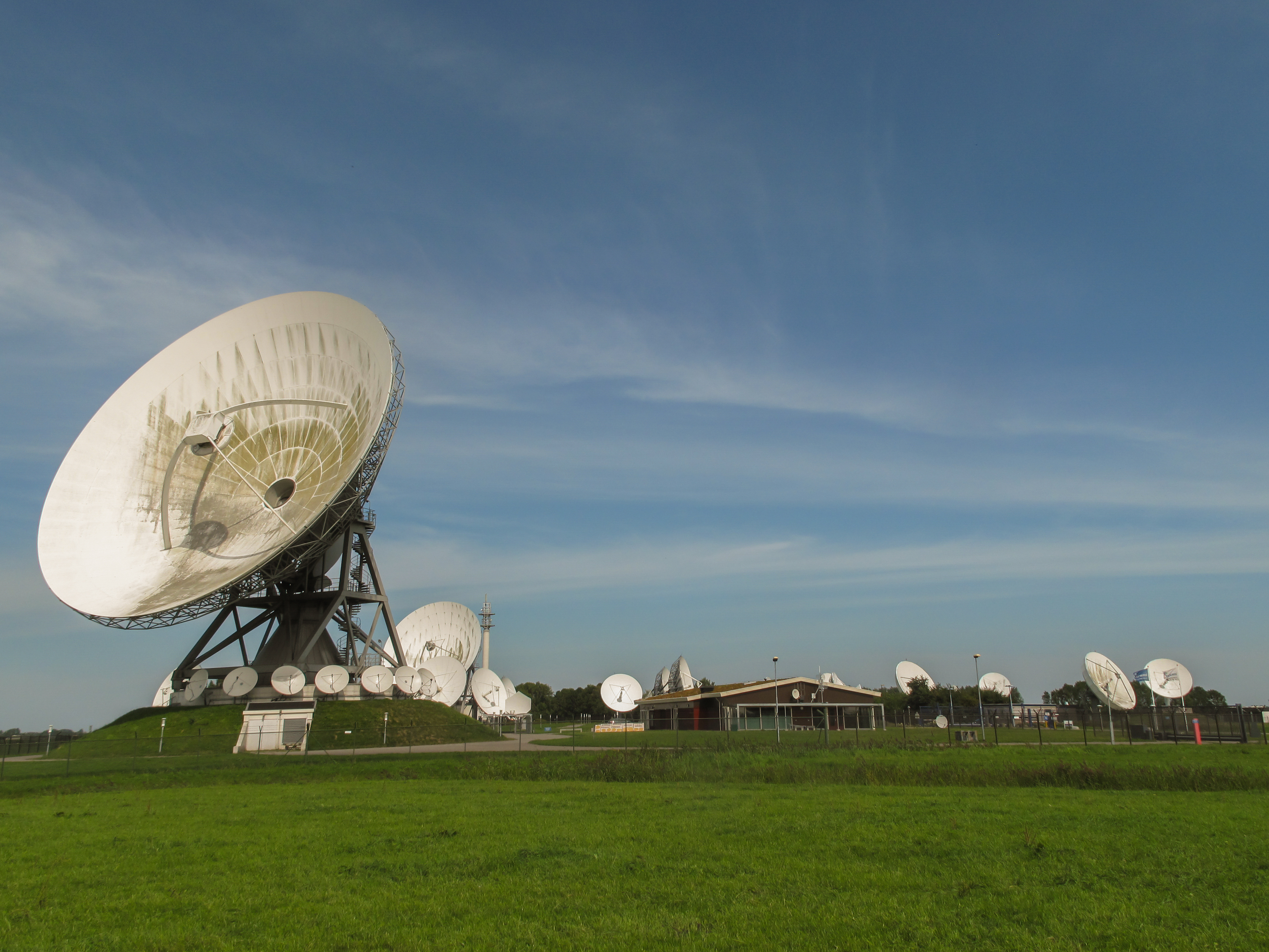
entre Burum y Kollum, las antenas parabólicas (It Greate Ear)